# Moskebombningen i Kuwait 2015
Ved moskebombningen i Kuwait 2015 sprang en selvmordsbombe ved en shiitisk moske i Kuwait den 26. juni 2015. Islamisk Stat har påtaget sig ansvaret for angrebet. Kuwaits emir ankom til stedet bare få minutter efter hændelsen.

## Reaktioner

### Lokalt
Den kuwaitiske Emir Sheikh Sabah al-Sabah var ved stedet få minutter efter angrebet, ligeså var formanden for det kuwaitiske parlament, som indkaldte til et hastemøde i parlamentet.. Landets minister for retlige og islamiske anliggender, Yaqoub Al-Sanea, kaldte angrebet for "en handling af terrorister og kriminelle, der truer vores sikkerhed og truer vores nationale enhed".

### Internationalt
- Bahrain – Kong Hamad al-Khalifa fordømte angrebet og udtrykte sin medfølelse til de pårørende til ofrene.[5] Oppositionspartiet, Al Wefaq National Islamic Society, fordømte også angrebet. I en erklæring udgivet på deres hjemmeside, beskrev de angrebet som et "grusomt terrorangreb."[6]
- Egypten – Præsident Abdelfatah al-Sisi fordømte angrebet i en telefonsamtale med den kuwaitiske Emir.[7] Udenrigsminister fordømte de tre separate angreb på dagen som "modbydelige".[8]
- Jordan – Minister for Medieaktuallitetter Muhammad al-Momani fordømte også angrebet.[9]